# Les Terres de Wendy
Les Terres de Wendy (The Chateau Meroux) est un téléfilm américain réalisé par Bob Fugger, diffusé le 10 janvier 2012 sur M6.

## Synopsis
Lorsque son père décède, Wendy hérite de son vignoble. Mais son voisin viticulteur, Nathan, est intéressé par ces terres. Lorsque Wendy va rencontrer Chris, un expert en vin, elle en tombe immédiatement amoureuse mais elle ne se doute pas qu'il est le fils de Nathan, qui a saboté l'une de ses cuves pour mettre en danger sa récolte, pour pouvoir acheter son domaine à un prix moins élevé.

## Fiche technique
- Titre original : The Chateau Meroux
- Réalisation : Bob Fugger
- Scénario : Adam Morrison
- Photographie : Ricardo Jacques Gale
- Musique : Alec Puro
- Pays : États-Unis
- Durée : 90 min

## Distribution
- Marla Sokoloff (V.F. : Sauvane Delanoë) : Wendy
- Barry Watson (V.F. : Vincent Barazzoni) : Chris
- Amanda Righetti (V.F. : Stéphanie Lafforgue) : Jennifer
- Daniel Bastreghi (V.F. : Franck Lorrain) : Romario
- Christopher Lloyd (V.F. : Pierre Hatet) : Nathan
- Taylor Negron (V.F. : Pierre Dourlens) : François
- Stephen Pawley : Juge du concours
- Jeffrey Weissman (V.F. : Philippe Peythieu) : Roy, l'avocat

Source et légende : Version française (V. F.) selon le carton de doublage d'M6.